# Cerro Cárceles
Cerro Cárceles es una montaña con 2061 m s. n. m. de altitud ubicada dentro del parque natural de Sierra Mágina, en la provincia de Jaén.
Es una de las cumbres más altas de la provincia giennense, detrás de Pico Mágina (2167 m s. n. m.), Peña de Jaén (2147 m s. n. m.), Miramundos (2077 m s. n. m.) y zonas de la cuerda de Mágina por encima de los 2100 m s. n. m. La cara norte del monte cae dentro del término municipal de Torres, mientras que la sur se divide en dos, correspondiendo su mitad oriental a Albanchez de Mágina y la occidental a Cambil. Hacia el lado occidental enlaza a través del puerto de la Dehesa Boyal con Cerro Ponce (2006 msmn), y en su caída hacia el lado oriental forma el Cerrillo Vaquero (1749 m s. n. m.).

## Flora endémica en extinción
En el Cerro Cárceles se hallan dos especies de flora paleoendémica como son la Jurinea fontqueri y la Crepis granatensis. Su floración se produce en julio y se encuentran en peligro de extinción. Solo perviven en estado salvaje en Sierra Mágina, creciendo en canchales y pedregales, también denominados gleras o rastras. Probablemente ocupaba una mayor extensión de terreno hasta irse reduciéndose su presencia a este enclave.
Además, dentro de la flora característica pueden encontrarse  el enebro y la sabina rastrera. En la vertiente sudeste hay existe presencia testimonial de quejigares, muy presionados por las antiguas acciones forestales y a la presencia excesiva de ganado en la actualidad.

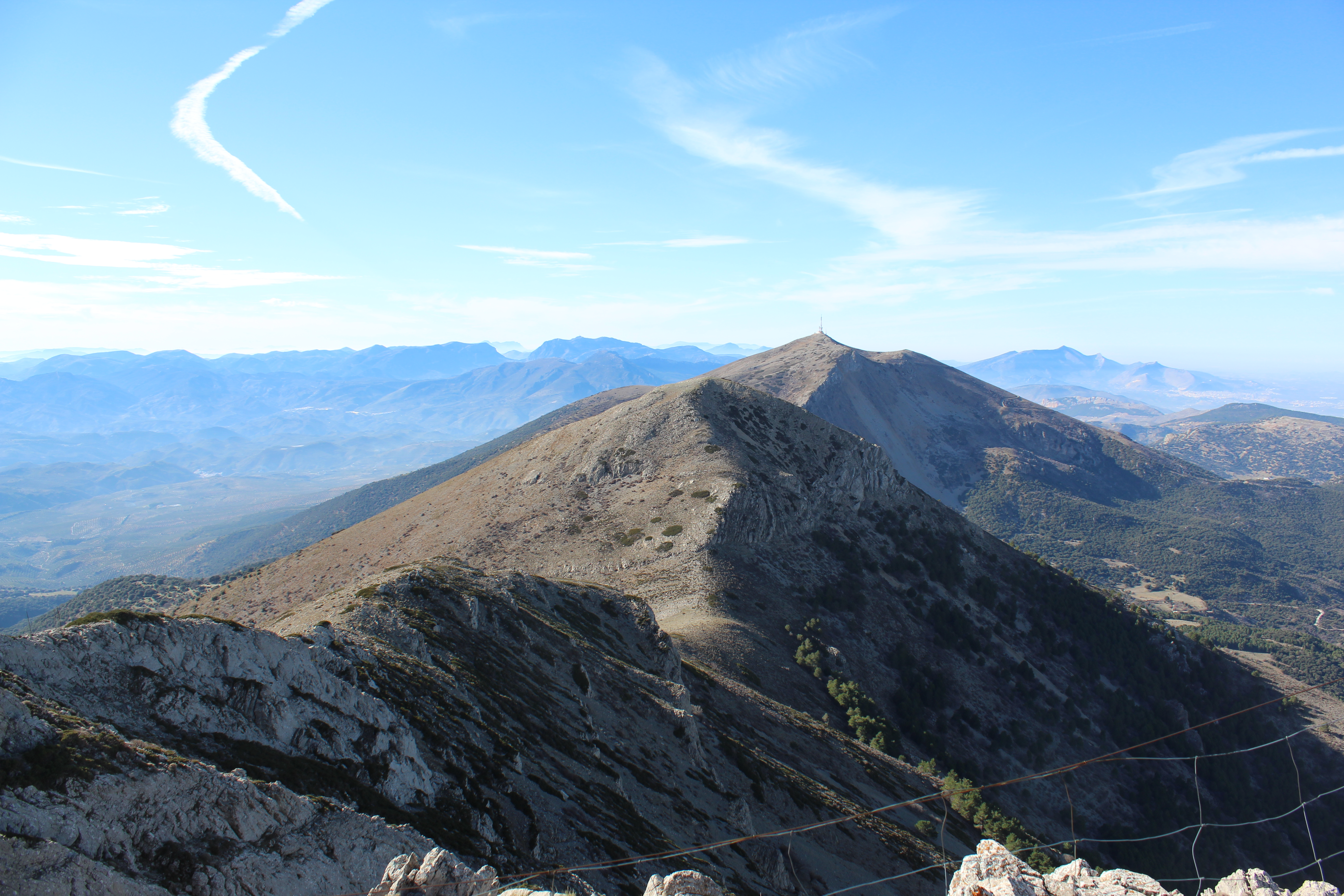
Vista del cerro Cárceles en primer término, a continuación el cerro Ponce, y al fondo el pico Almadén.

## Geología
Cerro Cárceles está compuesto de piedra caliza erosionada, karstificada y gelifraccionada, creando canchales y pedregales. En él se encuentra el acuífero Cárceles-Carluco.